# Weberbauera perforata
Weberbauera perforata là một loài thực vật có hoa trong họ Cải. Loài này được Al-Shehbaz miêu tả khoa học đầu tiên năm 1990.